# Achille Aubergine
Achille Aubergine is een personage uit de James Bondfilm A View to a Kill (1985) gespeeld door acteur Jean Rougerie.
Aubergine is lid van de Franse geheime dienst en doet onderzoek naar het presteren van de racepaarden van Max Zorin. Hij heeft een ontmoeting met James Bond in het restaurant van de Eiffeltoren. Tijdens hun gesprek, wordt het restaurant verduisterd voor een optreden van Dominique en haar magische vlinders. Dan neemt May Day plotseling bruut de plaats in van de man die de vlinders in de zaal laat vliegen en vermoordt Aubergine door een giftige vishaak in zijn gezicht te werpen. Als de Fransman dood voorover valt, zegt Bond (Roger Moore) met een serieus gezicht: 'er zit in een vlieg in de soep'.